# Saint-Édouard-de-Maskinongé
Saint-Édouard-de-Maskinongé è un comune del Canada, situato nella provincia del Québec, nella regione di Mauricie.